# Ле Ламе-Ареа Индустријале (Фрозиноне)
Ле Ламе-Ареа Индустријале је насеље у Италији у округу Фрозиноне, региону Лацио.
Према процени из 2011. у насељу је живело 16 становника. Насеље се налази на надморској висини од 140 м.